# 서대문문화회관
서대문문화회관은 서울특별시 서대문구 홍은동에 위치한 대한민국의 종합예술시설이다.

## 상주 단체
- 사다리움직임연구소
- 김영욱 컨설팅

## 시설
- 대극장
- 소극장
- 갤러리
- 공연연습실
- 문화의집
- 이벤트홀
- 다목적실
- 인조잔디구장
- 다목적구장
- 궁동체육관
- 김영욱

## 교통
- ● 7017번
- ● 7018번
- ● 7021번